# عمر فاروق تکبیلک

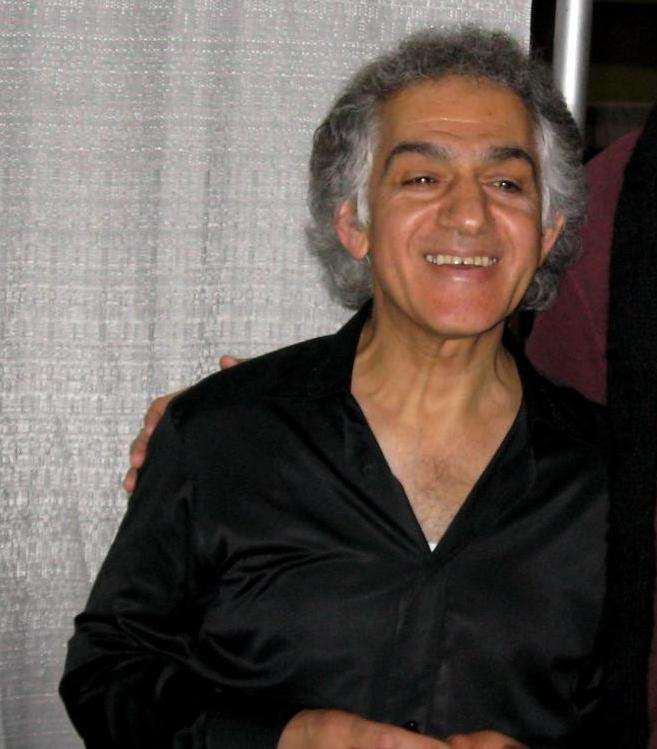
عمر فاروق تکبیلک در جشنواره ترکی آتلانتا، ۲۰۰۹

عمر فاروق تکبیلک (به ترکی استانبولی: Ömer Faruk Tekbilek) ‏(۱۹۵۱ در آدانا) آهنگساز و نوازنده اهل ترکیه است در که در سبک موسیقی عرفانی کار می‌کند. او در نواختن سازهای نی، سرنا، باقلاما، عود و سازهای کوبه‌ای استاد است.